# Letea Veche
Letea Veche település és községközpont Romániában, Moldvában, Bákó megyében.

## Fekvése
Bákó keleti szomszédjában fekvő település.

## Története
Községközpont, öt falu: Holt, Letea Veche, Radomirești, Ruși Ciutea, Siretu tartozik hozzá.
A 2002-es népszámlálási adatok szerint 4954 lakosa volt, melyből 94,0% román volt. Ebből 89,25% ortodox, 2,83% római katolikus volt.
2011-ben 5.817 lakosa volt.